# تانگین (ساپونه)
تانگین شهری در شهرستان ساپونه در استان بازگا در بورکینافاسوی مرکزی است و جمعیت آن ۱۲۹۲ نفر است.